# بوزپینار (کاهتا)
بوزپینار (ترکی استانبولی: Bozpınar کردی: Arxe) منطقهٔ مسکونی کردنشین در ترکیه، استان آدیامان، بخش کاهتا واقع شده‌است.